# Данилова, Ирина Евгеньевна
Ири́на Евге́ньевна Дани́лова (17 февраля 1922 — 28 декабря 2012) — советский и российский учёный-искусствовед, историк и теоретик искусства, автор многих книг по искусству Средних веков, Возрождения и Древней Руси, доктор искусствоведения, заслуженный деятель искусств РСФСР (1982), музейный работник и педагог. С 1967 по 1998 годы работала заместителем директора по научной работе Государственного музея изобразительных искусств имени А. С. Пушкина в Москве.

## Биография
Ирина Данилова родилась в 1922 году в Полоцке. Училась в Московском государственном университете, в 1945 году окончила отделение искусствоведения исторического факультета МГУ.
После этого Данилова была принята в аспирантуру при Институте истории искусств АН СССР. В 1951 году она защитила кандидатскую диссертацию по теме «Дионисий и его творчество. К вопросу об искусстве Москвы периода образования Русского государства».
С 1947 по 1967 год Ирина Данилова преподавала в Московском высшем художественно-промышленном училище (бывшем Строгановском) — сначала в должности преподавателя, а затем доцента и исполняющей обязанности профессора кафедры истории искусств.
С 1967 года Данилова работала в Государственном музее изобразительных искусств имени А. С. Пушкина (ГМИИ). Более 30 лет, с 1967 по 1998 год, она была заместителем директора ГМИИ по научной работе, а в 1998—2010 годах работала главным научным сотрудником-консультантом директора ГМИИ. Кроме этого, с 1992 по 2011 год она работала главным научным сотрудником Института высших гуманитарных исследований при Российском государственном гуманитарном университете, а также была членом бюро Комиссии по проблемам культуры Возрождения при Научном совете по истории мировой культуры Российской академии наук.
По книге «Итальянская монументальная живопись. Раннее Возрождение», выпущенной в 1970 году, Ирина Данилова защитила докторскую диссертацию и получила учёную степень доктора искусствоведения.
Многие научные труды Даниловой связаны с искусством Средних веков и Возрождения. Отдельные монографии посвящены творчеству художников Джотто, Боттичелли, архитекторов Брунеллески, Альберти и других.
В 1982 году Ирине Даниловой было присвоено звание заслуженного деятеля искусств РСФСР.

## Сочинения И. Е. Даниловой
- Иван Аргунов. Русский крепостной художник XVIII века. М.—Л.: Искусство, 1948
- Старые мастера в Дрезденской галерее. М.: Искусство, 1959 (совместно с М. В. Алпатовым)
- К вопросу о развитии западно-европейской тематической плафонной живописи. М., 1960
- Лекции по истории монументально-декоративной живописи. М., 1960
- Орнамент в древне-греческой вазописи V века до н. э. М., 1960
- Итальянская монументальная живопись. Раннее Возрождение. М.: Искусство, 1970
- Джотто. М.: Изобразительное искусство, 1970
- Фрески Ферапонтова монастыря. М.: Искусство, 1970.
- От Средних веков к Возрождению. Сложение художественной системы картины кватроченто. М.: Искусство, 1975
- Искусство средних веков и Возрождения. Работы разных лет. М.: Советский художник, 1984
- Боттичелли. М.: Изобразительное искусство, 1985
- Брунеллески и Флоренция. Творческая личность в контексте ренессансной культуры. М.: Искусство, 1991
- Судьба картины в европейской живописи. М.: РГГУ, 1996 (1-е изд.), СПб.: Искусство-СПб, 2005 (2-е изд.)
- Альберти и Флоренция. М.: РГГУ, 1997
- Итальянский город XV века. Реальность, миф, образ. М.: РГГУ, 2000
- Исполнилась полнота времен. М.: РГГУ, 2004, ISBN 5-7281-0701-X